# Silene borderei
Silene borderei là loài thực vật có hoa thuộc họ Cẩm chướng. Loài này được Jord. miêu tả khoa học đầu tiên năm 1866.